# 逃港
逃港，中国称“大逃港”，又稱為偷渡潮，是指在中華人民共和國建國後，中國人民大量偷渡至英屬香港的現象，這個現象持續至至中华人民共和国改革开放後才減少，直至九七主權移交之後才消失。自1951年中英封锁边界开始，共出现四次大规模的偷渡，第一次是1957年前后，三面红旗实行人民公社化期间；第二次是三年大饑荒，自1961年开始，至後1962年；第三次是文化大革命後期的1972年；第四次是1979年鄧小平開始改革開放政策。
大量人口逃港的原因，是摆脱贫穷和饥饿。但这也為英屬香港帶來不少社會問題，例如住房短缺，以及大圈幫的興起。逃港潮促使並強化了英屬香港的反共意識形態。

## 簡介

### 人口來源

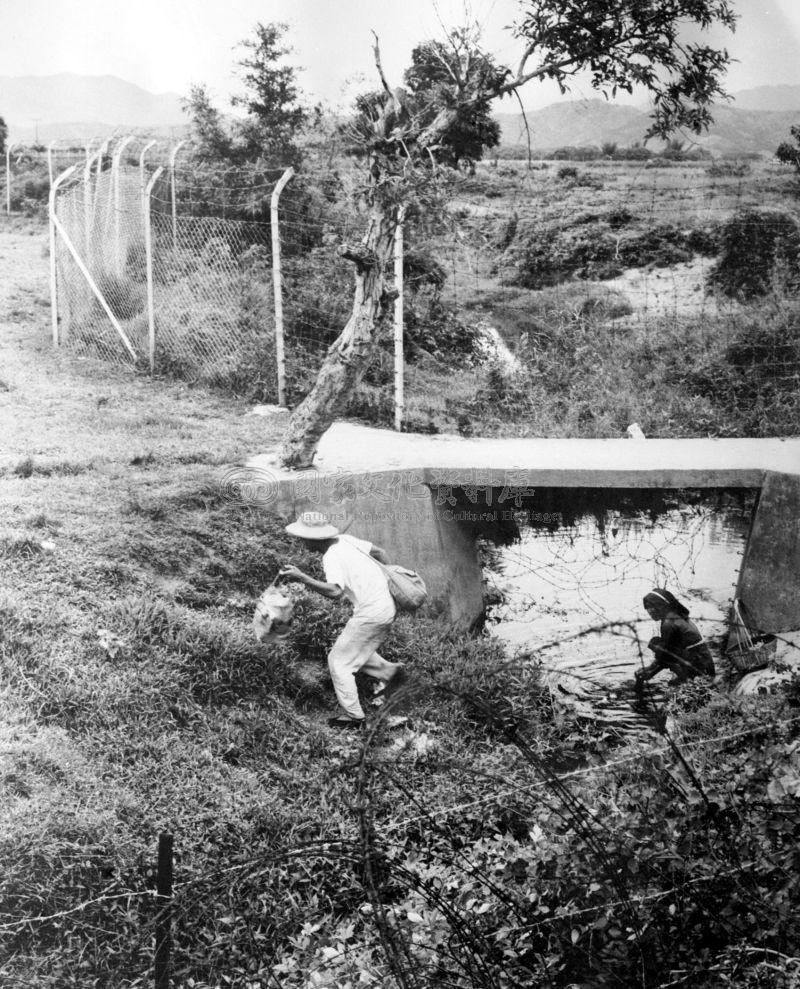
穿越邊境的逃港者，攝於1962年

逃港者以最临近香港的廣東人為壓倒性多數，其次來自福建和四川（包括今重慶），後者比較多用合法途徑。而抗日戰爭及國共內戰前後之移民以江浙（包括上海人）、山東、河南和天津為主。
由廣東省偷渡來港者超過二百萬，不少經香港移居東南亞或偷渡到歐美國家，按地區而言，最多是惠陽地區(包括今惠州市、深圳市、東莞市、河源市等)、潮汕、佛山地區，江門五邑地區以及廣州，其次亦有數十萬北方人以及華中人經上海偷渡到香港，少部份直接偷渡到香港，例如倪匡由內蒙古經上海偷渡到香港，李摩西以及李鵬飛亦從上海偷渡到香港，其餘南方各省亦有零散數萬人經廣州偷渡到香港，總和亦有數十萬，而南方人大多經廣州、中山偷渡香港，北方人大多經上海及杭州偷渡到香港，所以現今香港人包括各省籍人。逃港而又成功者以男性較多，但亦有女性。逃港者多為農民，亦包括部分城市居民、學生、“知識青年”、工人，甚至軍人。

### 原因
逃港分为多个阶段，其中有因为中国大陆政府为了清除国内反动势力而任由逃离，但更多是因为忍受不了饥荒、阶级斗争等压迫。
逃港者以年輕人為主，大多因為香港和中国大陆有近百倍收入差距、認為香港遍地黃金（如電影《打蛇》的鑽石山的謠傳和《我的大嚿父母》之角色定位「拋妻別子偷渡去香港尋金覓財的康伯」）、嚮往香港生活等原因而逃港，逃港者亦有其他年齡層的人，因為被批鬥、饑荒、希望賺取金錢以改善自己以及家人生活等原因到港，而年輕人則因為生活經驗較淺，大多不是親屬被批鬥而是希望賺取更多的金錢而到港。

### 過程凶險
大量人在偷渡過程中被鯊魚咬死、游泳氣力不足淹死、跳火車時摔死、在偷渡過程中與解放军以及英國啹喀兵、華人兵糾纏中互有死傷、根據電影《打蛇》的資料搜集，不少人還遭被称为「打蛇人」的香港黑社會掳掠后強姦、斬殺，最後大約200萬至250萬成功越過邊防線偷渡至香港市區，祇計1962年的大逃港，日均五千「大軍南下」，短短一個月便南逃十五萬人，著名事件包括華山救親。

### 華山救親

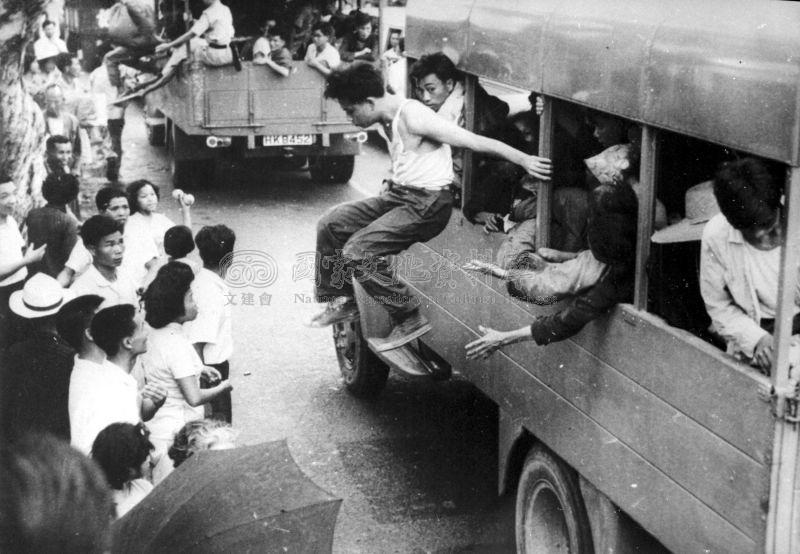
一名不願遣返中國内地而從卡車上跳下的逃港者，攝於1962年。

1962年5月14日，由於逃港人數太多，香港政府決定放棄「安置難民」，開始「即捕即遣」湧入之難民。約三萬逃港者集結在香港上水華山，疲憊飢餓，在山中喘息，等候從市區聞訊趕來之親人接下山。
5月15日，金庸旗下《明報》發表了首篇社評：「最寶貴的是人的生命！最大的仁政，是救人的生命！」明報報館一度成為救援物資中心。5月16日，胡仙旗下《星島日報》刊登了《百名難民寄語香港親友》一文。宗教團體、鄉親組織、新聞媒體發起了「援助有困難的人民」行動，前後共有十幾萬人次，送衣、送食、送水到華山。市民用各種方法保護華山上之親友，包括接走、匿藏家中或市區。
在「不行動者作抗命論」下，警察將一批批越境者強行拖上卡車，送到石湖墟收容營地。當時香港政府決定，偷渡者在送入收容營後，免費給予兩餐豐盛之自助餐，等第二日派車由羅湖橋送返大陸。當夜有市民守在營外，據報載：「滯留（在營外）的市民不下三四千眾。」「他們當晚就在露天臥睡。」市內不少歌舞廳等娛樂場所都熄燈閉門，以示同情。
翌日，上萬市民手持餅乾、麵包、糧袋，當卡車長龍駛出營門，公路兩旁糧袋齊飛、淚雨傾盆。突然，成百人衝出馬路，躺在地上，以身阻截車隊，許多越境者紛紛跳車逃跑。
據事後估計，前後共有約過半華山越境者，在市民幫助及警察「抓捕不力」下，最後得以進入市區。

## 背景及歷史

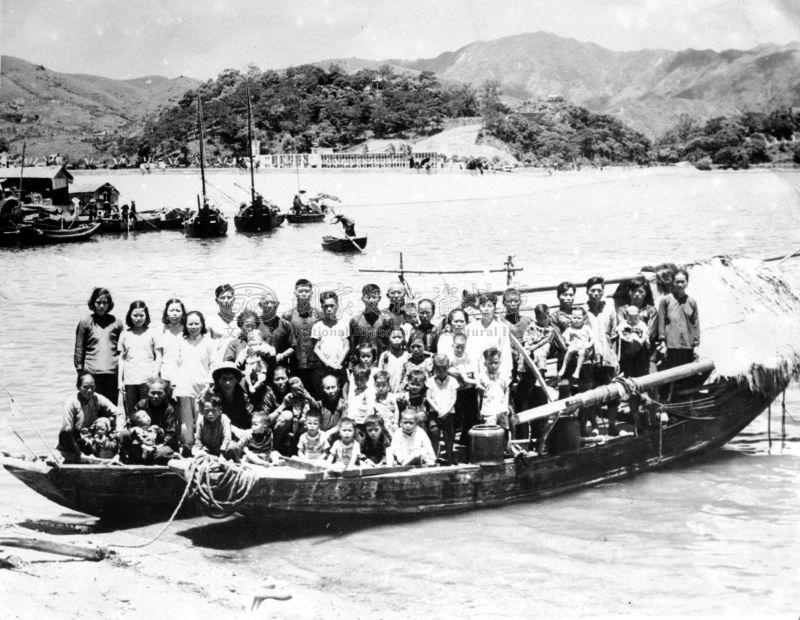
乘坐漁船逃至香港的逃港者一家，攝於1960年。

在1950年代初，中國共產黨在第二次国共内战中逐步取得中国大陸的控制權后最终建立中華人民共和國。中華民國政府相關的軍政人員，以及資本家、地主、富农等為了逃避新政權，南下逃到英國殖民地香港。根據大陸官方檔案顯示僅1957年、1962年、1972年和1979年由深圳出發的四次大規模逃港潮中，逃港者人數就達56萬人。由於人數眾多，香港政府在1950年5月起開始限制大陸人來港，並暫置國軍家眷於調景嶺；而中华人民共和国政府因應抗美援朝，及為了清除國民黨餘黨的需要，並沒有封鎖邊境，任由他們離開中國大陆，直到1953年韓戰結束後才開始收緊边境。而同時期，中华人民共和国政府在中國大陸發動三反五反、鎮壓反革命、土地改革等政治運動，大量仍留在大陸的資本家、地主、富農、以至於國民黨中抗日人士被清算並受到批鬥迫害，導致一些人在邊境封鎖後通過各種方式逃離大陸，揭開了逃港序幕。
1950年代初期，由於中華人民共和國剛建立不久，政局未穩、經濟活動疲弱、民生凋敝；再加上政治運動四起，大躍進運動導致嚴重的三年困難時期，田地顆粒無收，四五月份又青黃不接，大陸居民苦不堪言，迫切盼望逃出飢餓和高壓的生活。
1957年，反右運動开始，大量知識份子、異見者因此被打成「右派」受到迫害，引發第一次大規模以知識份子為主的逃亡潮。1957年6月底至9月底，大陸公民第一次大規模通過寶安縣（今深圳市）越境逃亡到香港，歷時3個月遭到鎮壓而平息。
1958年至1960年的大躍進，引發了大饑荒，許多廣東農民為了生存，紛紛外逃，廣東地方政府起初對此默許，直至伊塔事件发生後政策才收緊。此後的逃港活動基本是非法經濟移民以及家庭團聚。
1962年4月26日，在寶安縣，大陸從惠陽、東莞、廣州、南海、台山、海豐、潮安等62個縣（市）及全國12個省市自治區來的公民結成長隊伍，扶老攜幼，牽兒帶女，大量湧向香港，一日成功逃亡達到4,000人，參與逃亡人數8,000人，但是，51,395個來自12個省、62個縣市的中國大陸公民被迫遣返。1962年4月29日，寶安縣公安局的14人假扮外流群眾，混入逃亡人群，進行研究和考察，得知發起逃亡運動的主要是19歲到40歲的青壯年，尤其是大學生。1962年5月6日，港英政府看到來勢洶洶的人流，感到恐怖和震驚，於是將抓捕的逃亡者全部遣送回寶安。
周恩來得知此事後，作出指示：「為了迅速制止群眾大批外流，中共廣東省委負責同志親自來到寶安現場指揮，組織遣送逃港群眾返鄉。」1962年5月22日，廣東省的一萬余官兵開始集中清理逃亡者，51395人被送返家中。1962年6月1日，發生大規模逃港的廣州東站事件。1962年6月19日，東莞縣委發出指示，「對參與外流的國家機關幹部、教師一律開除公職，是黨員的一律開除黨籍；對參與外流的農村基層幹部，視情節輕重，給予批評教育或停止職務的處分。」
1979年，深圳剛剛建市，香港即將在1980年實施即捕即解。因而再一次也是最后一次发生了大規模越境逃亡香港的事件，人數共計十萬餘人，逃亡成功人數4萬餘人。根據中國大陆官方資料，只計1979年廣州的逃港失敗而被捕入獄者已達5萬，全省（尤以珠三角為主）達30萬。

## 逃港路徑
逃港分為陸路和水路兩種途徑。

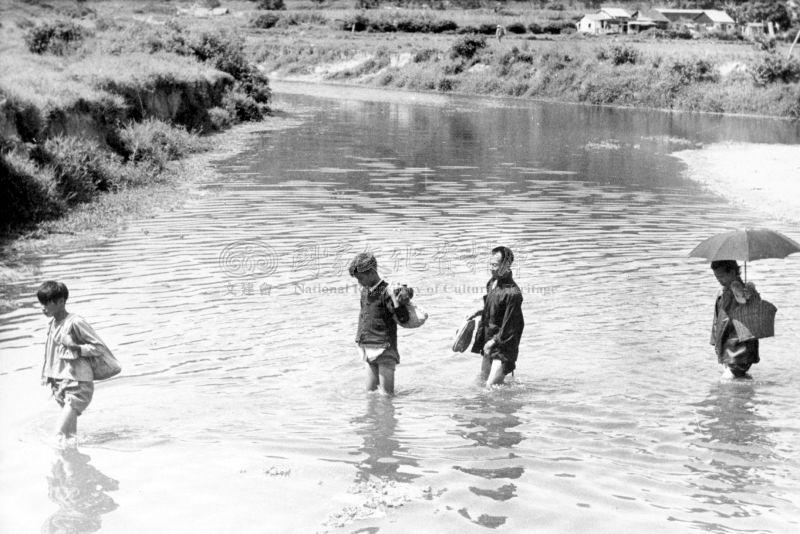
趁深圳河枯水期間涉水前往香港的逃港者，攝於1962年。

陸路按路線分有“東線”、“中線”、“西線”之別。
- 深圳以西逃港者，往往會選擇西線，即從蛇口、紅樹林一帶游過深圳灣，順利的話，一個多小時就能游到香港新界西北部的元朗，成功率比較高。
- 中線的逃港者大多持有縣級證明（包括假證明），乘坐火車、汽車進入深圳，夜間伺機在羅湖一帶跨越深圳河，翻過鐵絲網進入香港。但邊界有大量武警和警犬把守，防守最嚴。[19]
- 東線多為深圳以北及以東縣市，即惠陽地區，梅縣地區及汕頭地區來的逃港者，從惠州出發，徒步穿過惠東，寶安，攀越梧桐山進入英界；或從鹽田、大鵬和南澳一帶游過大鵬灣。由於灣內有很多鯊魚，逃港者极容易被鯊魚咬死。

水路則是由廣東沿海地區乘漁船進入香港水域登陸。著名音樂家，曾任中央音樂學院院長的馬思聰就是1967年乘船由水路逃往香港。珠三角西部的難民多先以澳門作中轉，再利用快艇或漁船進入香港。
當時寶安縣全部屬於邊境禁區，沒有特別證明文件將受拘捕并送交樟木頭看守所遣送回鄉。即使有合法文件，陌生人仍要被搜身，一旦搜出浮具如游泳圈，塑膠吹氣枕頭，單車輪胎內膽或乾糧等，立刻遣送收容所。
逃港者離開惠州或東莞進入寶安縣，就要晝伏夜出，避開民兵村民檢查，徒步潛入深圳。從惠州步行到深圳需時十夜，行途非常艱苦，大部分人未抵深圳已被民兵抓捕。到達深圳後接近邊防軍駐守的邊境區更不容易。
更有資料顯示，逃港者冒著極大生命安全風險，如水路（大鵬灣一帶）常有鯊魚出沒、或會受到邊防士兵開槍射殺。
而逃亡失敗或者被遣返之中国内地居民，在被遣送回乡之後则会被視為「階級敵人」，在批鬥會上進行批判和毆打，並會被「勞改」（監禁和勞動刑罰）。

## 影響
香港偷渡潮在世界史中，是冷戰的一部份，國際上有稱深圳河為「中國的柏林牆」，是共产主义地區人民逃往資本主義地區「投奔自由」的世界史中之一部份的评价。

### 對香港

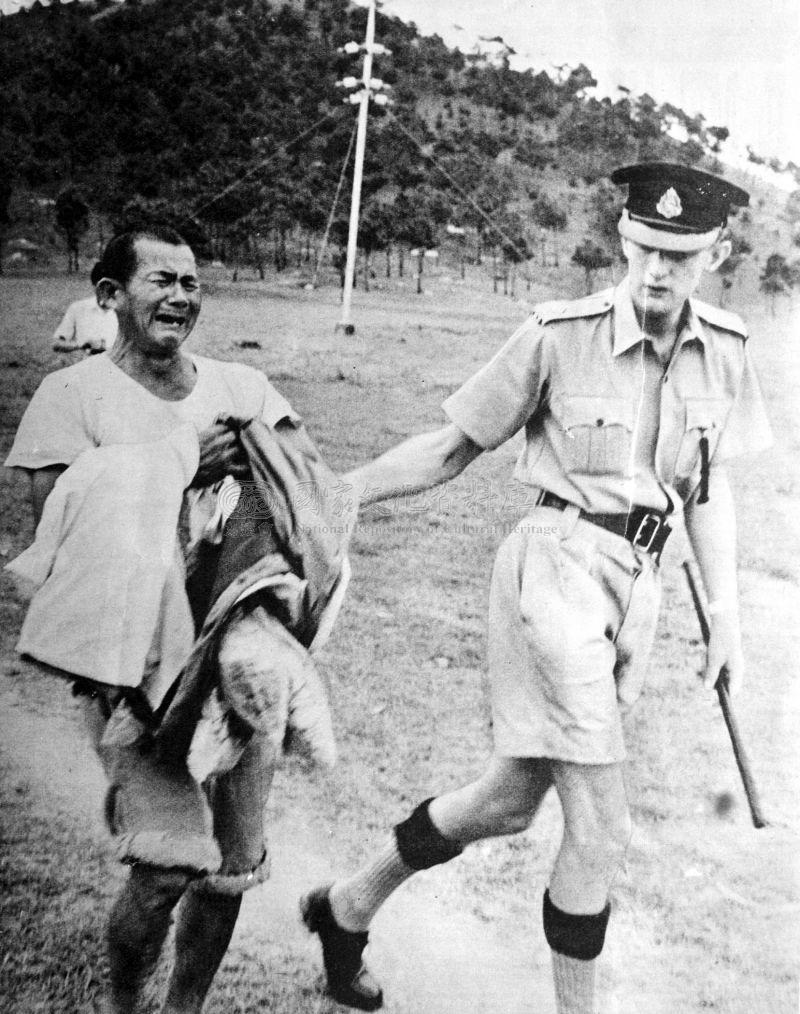
一名被港警逮獲的逃港者，攝於1962年。

偷渡潮還影響了香港政策之執行，根據香港大學教授周永新所言，香港政府一直有助木屋區人口上樓（即入住公屋）的政策，但香港1981年仍然有70萬人口居住在木屋區，當中絕大多數都是1976年以後來港的逃港者，因為逃港者太多，香港土地漸趨短缺，需要通過市區填海以及港九以外興建香港新市鎮（今日的荃灣、屯門、元朗，以及1997年前興建的天水圍及將軍澳）政府通過十年建屋計劃所建設的房屋设法應付需求。香港偷渡潮對香港經濟有利有弊，逃港者便宜的勞動力以及冒險追求財富的精神亦為香港經濟帶來一定貢獻，部份更成為知名人士。但不少仍帶來很多社會問題，如黑社會、犯罪、大量公屋、社區建設以及綜援支出等，許多逃港者最終成為了危害香港社會的罪犯，例如張子強等。
因為珠三角在中华人民共和国成立前已成為其中一個主要移民地方，由珠三角偷渡到港的人口亦包括各省籍人口，包括當年佔領廣州的山東兵等。逃港亦大大加重了廣東籍人口在香港人的比例，現今香港人口中的新移民有57%來自廣東（包括先聚居在珠三角的各省籍人），這些人口又大多來自親屬移民，佔總親屬移民的84%，香港的貧窮新移民人口幾乎全為逃港者大陸親屬，其他省籍的移民以投資移民和技術移民為主。因為逃港者在中国大陆經歷過批鬥、饑荒的日子，他們比沒有經歷過中共統治、在香港出生的香港人更討厭中國共產黨以及中國大陸人，不少有恐共、反共、厭共甚至仇共的心態，對中共及香港本地親共勢力充滿戒心和厭惡。故而不少香港人不接受香港主權移交，以及主張香港和中国大陆保持距離，并且很多都反對自由行和中港融合。不少中產在六四事件後到九七主權移交前亦大量移民外國，當時因為香港樓價高企，由香港移居外國的人口主要為投資移民，他們不少已經在1997年前售出樓宇，以投資移民外國。
香港人口由1950年的220萬以每十年100萬的速度增長，為香港在1970年代的經濟騰飛提供了大量廉價勞動力，香港人口在1980年上升到大約500萬。成功逃港者，在香港生活也受到不同程度歧視，但1997年前之逃港者大部分均已融入香港社會。逃亡成功的大陸公民獲得了香港身份證，他們都成為了香港的廉價勞動力，對於香港經濟起飛，成為「亞洲四小龍」作出了巨大貢獻。1980年以後不少已取得香港身份證的逃港者將家人申請到香港，而香港人口以每十年55萬增長，逃港潮人口以及其後代成為香港現今人口的重要來源，是香港人思想、文化的重要組成部份，例如「獅子山下」精神。雖然逃港人口來自廣東各民系，香港政府推動廣州話作為香港的通用語，使原居民、此前來自中國各省的香港人大部份亦改以粵語廣州話溝通，因文化相近及種族單一，族群衝突如土客械鬥減少。逃港者亦有來自廣東的各個方言區，廣東的語言情況複雜，有多個民系多種語言，但來港以後亦改以廣州話溝通。而世界各地居於香港的非華裔多以英語作為第一語言。

### 對廣東省
廣東省因為與香港相距較近，許多试图逃港的居民都逃亡成功，造成了廣東省人口銳減，工廠停辦，城鎮居民減少。1977年11月11日，鄧小平在廣州市視察時說：「這是我們的政策有問題。此事不是部隊能夠管得了的。」时任中共广东省委第一书记習仲勳亦形容此事是「人民用腳投票」，將偷渡潮定性為經濟原因而非政治原因。加上中国内地政府亦不想让偷渡潮持續而令其體面受損，為了阻止廣東人民大量偷渡，決定讓廣東先富起來。最终，中國大陸1970年代末推行改革開放政策以及1980年建立深圳經濟特區，優先開放深圳、廣州以及珠三角。廣州及深圳从此成為中國大陆富有地區，人民生活質素大大提升，再加上香港在1980年實施即捕即解，不再值得冒九死一生之風險偷渡來港。偷渡人潮大量減少同時，亦使其他省份人口大量移居廣東，深圳最低工資亦是全大陆第一（2013年时達每月1600元），引來各省居民爭相到深圳工作。

### 主權移交後
九七主權移交後，香港特區政府推動「中港融合」政策，大量香港新移民移居香港。廣東省公安廳每日有150名親屬移民配額，予新移民移居香港生活。不少人保留使用簡體字、自己的母語或普通話；與此同時，把持香港政府和部分商界勢力的建制派也擴大普通話和簡體字使用範圍，遂引致陸港矛盾加劇。

## 中华人民共和国政府反外逃的舉措

### 政策
廣東大量民眾偷渡外逃，引起當時中共廣東省委、政府乃至中共中央、國務院的極大關注。其中中共廣東省委於1979年4月中旬，就召開了全省制止偷渡外逃緊急會議，着重研究部署具體的應對措施。國務院、中央軍委後於同年6月14日發出《關於堅決制止廣東省大量群眾偷渡外逃的指示》。而在6月21日廣東省革命委員會發出《關於堅決制止偷渡外逃的布告》，聲明出境人士都必須經當局批准、憑證在指定口岸離境或進入邊境地區。而偷渡外逃者就要接受收容、教育或遣送等。而為迅速遏制民眾外逃，廣東更在深圳、珠海邊境沿線組織民兵與邊防部隊，開展堵截。在臨近港澳和偷渡嚴重的惠陽、惠東、東莞、海豐、中山、斗門、順德、番禺、台山等縣，增設臨時民兵哨所，以加強巡邏堵截。在珠江出海口靠近港澳的海面，則集中船艇加強海上巡邏，嚴格檢查來往船只。

### 宣傳
當時，中华人民共和国政府對香港進行醜化宣傳，曾發過一份文件，叫《人間地獄——香港》，其中是如此描述：
1. 香港是世界上最荒淫的城市；
2. 香港黑社會橫行；
3. 香港是最大的製毒販毒基地；
4. 香港自殺者是世界上有數的。

由於香港在1997年前不受中華人民共和國治理，中华人民共和国政府的政策如大躍進、上山下鄉及文化大革命影響不到香港，香港又處於經濟騰飛時期，所以香港人的生活水平，事實上比中國大陸高出了許多。

## 紀念
當年的逃港者現今已成為長者，不少都支持建造一座逃港遇難者紀念碑及開發當年逃港者上岸之流浮山為景點，以免後世忘記當年歷史。
當年逃港潮中不少廣東人偷渡到香港，其實目的在于以香港為中轉站偷渡到美國，如美國舊金山著名的原電視台主持人汪倫以及關惠群。汪倫組織了現居舊金山、夏威夷等地的華人，現正計劃籌辦一個逃港者網站，以及給提供《大逃港》作者一些美國華人逃港者的資料，以寫大逃港的劇本。一些居住在新澤西州的逃港知識青年則在拉法葉鎮恆福墓陵園樹立了逃港罹難知青紀念碑，以紀念176位文化大革命期間在逃港途中罹難的知識青年。

## 逃港名人
- 吳錫豪
- 季炳雄
- 張子強
- 黃証鴻
- 蘇穎智
- 葉繼歡
- 陳新滋[42]
- 林行止[43]
- 李鵬飛
- 關惠群
- 李摩西
- 鍾錦
- 倪匡
- 周慶峻
- 羅文
- 黎智英
- 孟飛
- 關聰
- 列孚
- 吳宇森
- 夏雨
- 劉夢熊
- 盧海鵬
- 劉千石
- 黃永幟
- 梁立人
- 惠英紅的父亲
- 麥嘉
- 吳大江
- 馬思聰
- 曾憲梓
- 李永健
- 梁體賢
- 「股壇大廚」黃坤[44]
- 廣東省政協港區委員吳惠權[45]
- 林澤飄
- 葉問兒子葉准以及葉正[46]
- 林曉毅(參佳寶食品超級市場)
- 米其林一星大廚鄭錦富
- 陳鴻道
- 潘志勇(參看14K)[47]
- 白崇禧的家人[48]
- 廣東省著名知青歐陽東[49]
- 蔡偉明（花園街火災遇害者）[50]
- 林順潮父親[51]
- 社運人士陳達鉦[52]
- 經濟學家雷鼎鳴的父親[53]

## 相關影視文學作品
- 打蛇 (電影)
- 電影逃港者
- 長篇報告文學《大逃港》
- 無綫電視2012年11月11日、18日《星期日檔案：大逃港》
- 鳳凰衛視冷暖人生 逃港者
- 鳳凰衛視紅色逃港者
- 鳳凰衛視知青逃港潮
- 鳳凰衛視南粵紀事[54]
- 改革開放30週年主旋律作品《深圳灣》[55][56]
- 鳳凰衛視黑潮三十年逃港風波紀事[57]
- 頭條日報大逃港[58]、星島環球網-大逃港[59]
- 文匯報-逃港潮[60]
- 新浪-学者记录深圳30年大逃港 百万内地人曾越境香港[61]
- 文學作品《狂飆年代三部曲》[62]
- 中央電視台電視劇《歷史轉折中的鄧小平》第二集复原了“扑网”场景
- 中央電視台電視劇《我的1997》
- 香港電視網絡《來生不做香港人》(2014年)
- 香港電台電視部電視劇《香江歲月》(1984)

## 类似事件
当时的饥荒导致云南边境居民偷渡到缅甸加入军阀部队谋生，在延边朝鲜族边民偷渡到北韓。1962年发生伊塔事件，大量新疆人偷渡苏联。1989年六四天安門事件後，以司徒華為首的香港人士發起黃雀行動，秘密將民運人士營救至香港。北韓人通過各種方法偷渡和移居南韓（或其他地方），他們又被稱為「脫北者」。